# Essential Mix/Episodenliste
Diese Liste der Essential-Mix-Episoden enthält alle Episoden der Musiksendung Essential Mix auf BBC Radio 1, sortiert nach der englischen Erstausstrahlung. Sie ist noch nicht vollständig.

## 1993 (9)
- 30. Oktober 1993: Pete Tong
- 6. November 1993: Paul Oakenfold
- 13. November 1993: Andrew Weatherall
- 20. November 1993: Danny Rampling
- 27. November 1993: Terry Farley & Pete Heller
- 4. Dezember 1993: Future Sound Of London
- 11. Dezember 1993: Pete Tong
- 18. Dezember 1993: David Holmes
- 25. Dezember 1993: Pete Tong & Dave Darrell

## 1994 (51)
- 1. Januar 1994: Snap!
- 8. Januar 1994: Andy Carrol & Paul Bleasdale
- 15. Januar 1994: Sasha
- 22. Januar 1994: Junior Vasquez
- 29. Januar 1994: Graeme Park
- 5. Februar 1994: Justin Robertson
- 12. Februar 1994: Pete Tong
- 19. Februar 1994: CJ Mackintosh
- 26. Februar 1994: Ralph Lawson & Lisa Loud
- 5. März 1994: John Digweed
- 12. März 1994: DJ Professor, RAF, DJ Pierre, Clock
- 19. März 1994: Paul Oakenfold
- 26. März 1994: Dave Seaman & Steve Anderson (Brothers in Rhythm)
- 2. April 1994: Pete Tong
- 9. April 1994: Alistair Whitehead
- 16. April 1994: Rocky, Diesel & Ashley Beedle (X-Press 2)
- 23. April 1994: Danny Spencer, Kelvin Andrews (Sure Is Pure)
- 30. April 1994: Slam
- 7. Mai 1994: Al McKenzie
- 14. Mai 1994: Future Sound Of London
- 21. Mai 1994: Judge Jules & Dave Lambert
- 28. Mai 1994: Billy Nasty
- 4. Juni 1994: Jeremy Healey
- 11. Juni 1994: Dave Clarke
- 18. Juni 1994: Danny D
- 25. Juni 1994: Laurent Garnier
- 2. Juli 1994: Terry Farley & Pete Heller
- 9. Juli 1994: Darren Emerson
- 16. Juli 1994: Jon Pleased Wimmin
- 23. Juli 1994: Moby
- 30. Juli 1994: Patrick Smoove
- 6. August 1994: Leftfield
- 13. August 1994: No Essential Mix broadcast due to Woodstock.
- 20. August 1994: TWA (Trannies With Attitude)
- 27. August 1994: Norman Jay
- 4. September 1994: Laurent Garnier
- 11. September 1994: Supa DJ Dmitri from Deee-Lite
- 18. September 1994: Tino Lugano, Simon Gibb, Colin Patterson aka Hooligan X
- 25. September 1994: Judge Jules
- 2. Oktober 1994: Danny Rampling
- 9. Oktober 1994: Carl Cox
- 16. Oktober 1994: Danny Tenaglia
- 23. Oktober 1994: Pete Tong
- 30. Oktober 1994: Chris & James
- 6. November 1994: CJ Bolland
- 13. November 1994: Dave Clarke
- 20. November 1994: Dave Angel
- 27. November 1994: CJ Mackintosh
- 4. Dezember 1994: David Morales
- 11. Dezember 1994: Massive Attack
- 18. Dezember 1994: Paul Oakenfold presents a special set with Goa Trance

## 1995 (68)
- 8. Januar 1995: Tony De Vit
- 15. Januar 1995: DJ Ron
- 22. Januar 1995: Joe T. Vanelli
- 29. Januar 1995: Dave Clarke
- 5. Februar 1995: E: Smoove
- 12. Februar 1995: Gilles Peterson
- 12. Februar 1995: DJ Krush
- 12. Februar 1995: United Future Organisation
- 19. Februar 1995: Evil Eddie Richards
- 26. Februar 1995: Tall Paul
- 5. März 1995: The Chemical Brothers
- 12. März 1995: Lisa Loud
- 19. März 1995: Erick Morillo
- 26. März 1995: Pete Tong
- 26. März 1995: Paul Bleasdale
- 2. April 1995: Justin Robertson
- 9. April 1995: DJ Dimitri
- 16. April 1995: MK
- 23. April 1995: Portishead
- 30. April 1995: Gordon Kaye
- 7. Mai 1995: Snap!
- 9. Mai 1995: Carl Cox
- 14. Mai 1995: Pete Tong
- 21. Mai 1995: Sasha
- 28. Mai 1995: Paul Oakenfold
- 28. Mai 1995: Pete Tong
- 28. Mai 1995: Sasha
- 28. Mai 1995: Danny Rampling
- 4. Juni 1995: Future Sound Of London
- 11. Juni 1995: Eric Powell
- 18. Juni 1995: David Holmes
- 25. Juni 1995: Danny Rampling
- 2. Juli 1995: Nicky Holloway
- 9. Juli 1995: Pete Heller & Terry Farley
- 16. Juli 1995: LTJ Bukem & MC Conrad
- 23. Juli 1995: Roger Sanchez
- 30. Juli 1995: Luvdup
- 6. August 1995: Judge Jules
- 13. August 1995: Pete Tong
- 20. August 1995: Nick Warren
- 27. August 1995: Norman Jay
- 3. September 1995: John Digweed
- 10. September 1995: José Padilla
- 17. September 1995: Paul Oakenfold
- 24. September 1995: Brian Transeau
- 1. Oktober 1995: Carl Craig
- 7. Oktober 1995: A Guy Called Gerald
- 14. Oktober 1995: Danny Rampling
- 14. Oktober 1995: Pete Tong
- 21. Oktober 1995: DJ Camacho
- 28. Oktober 1995: John Digweed
- 28. Oktober 1995: Pete Tong
- 28. Oktober 1995: Paul Bleasdale
- 4. November 1995: Paul Oakenfold
- 4. November 1995: Pete Tong
- 4. November 1995: Sasha
- 11. November 1995: David Morales
- 18. November 1995: Laurent Garnier
- 25. November 1995: Pete Tong
- 25. November 1995: Sasha
- 2. Dezember 1995: Jeremy Healey
- 9. Dezember 1995: Pete Tong
- 9. Dezember 1995: Grace
- 9. Dezember 1995: Tall Paul
- 17. Dezember 1995: John Kelly
- 23. Dezember 1995: Danny Rampling
- 23. Dezember 1995: Pete Tong
- 31. Dezember 1995: Judge Jules

## 1996 (76)
- 1. Januar 1996: DJ Tinman
- 7. Januar 1996: Tall Paul
- 14. Januar 1996: Dave Seaman
- 21. Januar 1996: Armand Van Helden
- 28. Januar 1996: Pete Tong
- 28. Januar 1996: Paul Bleasdale
- 28. Januar 1996: Boy George
- 4. Februar 1996: Darren Emerson & Underworld
- 11. Februar 1996: Stacey Pullen
- 18. Februar 1996: Gusto
- 25. Februar 1996: Ralph Lawson
- 25. Februar 1996: Pete Tong
- 3. März 1996: Dave Lee & Joey Negro
- 10. März 1996: Pete Wardman
- 17. März 1996: Billy Nasty
- 24. März 1996: LTJ Bukem & MC Conrad
- 31. März 1996: Pete Tong
- 31. März 1996: Pete Bromley
- 7. April 1996: Angel Morales
- 14. April 1996: Pete Tong
- 14. April 1996: TWA
- 21. April 1996: Daniel Davoli
- 28. April 1996: Goldie
- 6. Mai 1996: Dave Clarke
- 12. Mai 1996: Tim Lennox
- 19. Mai 1996: Carl Cox
- 26. Mai 1996: Norman Cook
- 2. Juni 1996: Snap!
- 9. Juni 1996: Slam
- 16. Juni 1996: Erick Morillo
- 23. Juni 1996: Dave Seaman & Steve Anderson
- 30. Juni 1996: Pete Tong
- 30. Juni 1996: Sasha
- 7. Juli 1996: Johnny Vicious
- 14. Juli 1996: Stretch N' Vern
- 21. Juli 1996: Shiva
- 21. Juli 1996: John Digweed
- 21. Juli 1996: Blue Amazon
- 21. Juli 1996: Pete Tong
- 28. Juli 1996: Pete Tong
- 28. Juli 1996: Stretch N' Vern
- 28. Juli 1996: Danny Rampling
- 4. August 1996: Jon Carter
- 4. August 1996: Richard Fearless
- 11. August 1996: Lee Fisher
- 11. August 1996: Jools
- 18. August 1996: Norman Jay
- 25. August 1996: Pete Tong
- 25. August 1996: LTJ Bukem
- 1. September 1996: Derrick Carter
- 8. September 1996: Paul Trouble Anderson
- 15. September 1996: Howie B
- 22. September 1996: DJ Griff
- 22. September 1996: Alfredo
- 29. September 1996: Pete Tong
- 29. September 1996: Mark Keys
- 29. September 1996: Claudio Coccoluto
- 6. Oktober 1996: Judge Jules
- 13. Oktober 1996: Paul Oakenfold
- 20. Oktober 1996: The Play Boys
- 27. Oktober 1996: Andrew Weatherall
- 3. November 1996: Carl Cox
- 10. November 1996: Steve Bridger
- 17. November 1996: Pete Tong
- 17. November 1996: Nicky Holloway
- 24. November 1996: Smith & Mighty
- 1. Dezember 1996: Pete Tong
- 1. Dezember 1996: Nick Warren
- 8. Dezember 1996: Graeme Park
- 15. Dezember 1996: The Psychonauts
- 22. Dezember 1996: Jeremy Healey
- 29. Dezember 1996: Rhythm Masters
- 31. Dezember 1996: Pete Tong
- 31. Dezember 1996: James Barton
- 31. Dezember 1996: Carl Cox
- 31. Dezember 1996: José Padilla

## 1997 (85)
- 5. Januar 1997: The Wiseguys
- 5. Januar 1997: Derek Dahlarge
- 12. Januar 1997: Doc Martin
- 19. Januar 1997: Alex P & Brandon Block
- 26. Januar 1997: Grooverider
- 2. Februar 1997: Marshall Jefferson
- 9. Februar 1997: Scott Hardkiss
- 16. Februar 1997: Little Louie Vega
- 23. Februar 1997: Nick Warren
- 2. März 1997: Daft Punk
- 9. März 1997: Ashley Beedle
- 15. März 1997: Pete Tong & Seb Fontaine
- 16. März 1997: DJ Sneak
- 23. März 1997: Ralph Falcon & Oscar G
- 30. März 1997: Matthew Roberts
- 6. April 1997: Sven Väth
- 13. April 1997: Mrs Woods
- 20. April 1997: Paul van Dyk
- 27. April 1997: Pete Tong
- 27. April 1997: Alistair Whitehead
- 4. Mai 1997: Jonny L
- 5. Mai 1997: Junior Vasquez
- 11. Mai 1997: Fathers Of Sound
- 18. Mai 1997: Dave Clarke
- 25. Mai 1997: The Sneaker Pimps
- 25. Mai 1997: Justin Robertson
- 25. Mai 1997: DJ Sneak
- 25. Mai 1997: Kraftwerk
- 25. Mai 1997: Pete Tong
- 25. Mai 1997: Paul Oakenfold
- 25. Mai 1997: Way Out West
- 1. Juni 1997: Force & Styles
- 8. Juni 1997: Tasha Killer Pussies
- 15. Juni 1997: David Holmes
- 22. Juni 1997: Roni Size
- 28. Juni 1997: The Prodigy
- 28. Juni 1997: Danny Rampling
- 28. Juni 1997: The Chemical Brothers
- 28. Juni 1997: Armand Van Helden
- 6. Juli 1997: Boy George
- 6. Juli 1997: Pete Tong
- 6. Juli 1997: Paul Oakenfold
- 12. Juli 1997: Dimitri From Paris
- 20. Juli 1997: Pete Tong
- 20. Juli 1997: Orbital
- 20. Juli 1997: Bentley Rhythm Ace
- 20. Juli 1997: Seb Fontaine
- 27. Juli 1997: José Padilla
- 3. August 1997: Timmy S
- 10. August 1997: Pete Tong
- 10. August 1997: Danny Rampling
- 10. August 1997: Pete Tong
- 10. August 1997: Tall Paul
- 17. August 1997: Judge Jules
- 24. August 1997: Norman Jay
- 31. August 1997: Felix da Housecat
- 7. September 1997: José Padilla
- 14. September 1997: Lisa Loud
- 14. September 1997: Pete Tong
- 21. September 1997: BT
- 28. September 1997: Colin Hamilton
- 28. September 1997: Pete Tong
- 5. Oktober 1997: Adam Freeland
- 12. Oktober 1997: Pete Tong
- 12. Oktober 1997: Claudio Coccoluto
- 12. Oktober 1997: Pete Tong
- 19. Oktober 1997: Paul Oakenfold
- 26. Oktober 1997: Carl „Tuff Enuff“ Brown & Matt „Jam“ Lamont
- 2. November 1997: Pete Tong
- 2. November 1997: Paul van Dyk
- 9. November 1997: Pete Tong
- 9. November 1997: Carl Cox
- 16. November 1997: Basement Jaxx
- 23. November 1997: Justin Robertson
- 30. November 1997: Nick Warren
- 30. November 1997: Paul Oakenfold
- 7. Dezember 1997: Blu Peter
- 14. Dezember 1997: Seb Fontaine
- 14. Dezember 1997: Pete Tong
- 21. Dezember 1997: Gilles Peterson
- 25. Dezember 1997: Dreem Teem
- 28. Dezember 1997: Photek
- 30. Dezember 1997: Daft Punk
- 31. Dezember 1997: David Holmes

## 1998 (66)
- 1. Januar 1998: Pete Tong
- 1. Januar 1998: Todd Terry
- 1. Januar 1998: Eddie Baez
- 4. Januar 1998: Phil Perry
- 11. Januar 1998: Danny Howells
- 18. Januar 1998: Carl Cox
- 25. Januar 1998: Seb Fontaine
- 1. Februar 1998: Freddy Fresh
- 8. Februar 1998: Freestylers
- 15. Februar 1998: Ian Pooley
- 22. Februar 1998: Carl Cox
- 1. März 1998: DJ Paulette
- 8. März 1998: Air
- 15. März 1998: Air
- 22. März 1998: Pete Tong
- 5. April 1998: Terry Francis
- 12. April 1998: Judge Jules
- 12. April 1998: John Digweed
- 19. April 1998: Carl Cox
- 26. April 1998: Craig & Huggy Burger Queen
- 2. Mai 1998: Pete Tong
- 2. Mai 1998: Sasha
- 2. Mai 1998: Paul Oakenfold
- 10. Mai 1998: Ashley Beedle
- 17. Mai 1998: Carl Cox
- 24. Mai 1998: Scott Bond
- 31. Mai 1998: DJ Harvey
- 7. Juni 1998: Jeff Mills
- 14. Juni 1998: Carl Cox
- 21. Juni 1998: Pete Tong
- 21. Juni 1998: Judge Jules
- 28. Juni 1998: Billy Nasty
- 28. Juni 1998: Darren Emerson
- 5. Juli 1998: Tony De Vit
- 12. Juli 1998: Deep Dish
- 19. Juli 1998: Carl Cox
- 26. Juli 1998: Martin Freeland (Man with No Name)
- 2. August 1998: Danny Rampling
- 2. August 1998: Pete Tong
- 2. August 1998: Judge Jules
- 9. August 1998: Carl Cox
- 16. August 1998: Full Intention
- 23. August 1998: DJ Dan
- 30. August 1998: Jon Carter
- 30. August 1998: Pete Tong
- 6. September 1998: 187 Lockdown
- 13. September 1998: DJ Rap
- 20. September 1998: Carl Cox
- 27. September 1998: DJ Sonique
- 27. September 1998: Pete Tong
- 4. Oktober 1998: DJ Lottie
- 11. Oktober 1998: Pete Tong
- 11. Oktober 1998: Paul Oakenfold
- 18. Oktober 1998: Carl Cox
- 25. Oktober 1998: Judge Jules
- 25. Oktober 1998: Pete Tong
- 25. Oktober 1998: Danny Rampling
- 1. November 1998: Bob Sinclar
- 8. November 1998: Dope Smugglaz
- 15. November 1998: David Holmes
- 22. November 1998: Carl Cox
- 29. November 1998: Pete Tong & Carl Cox
- 6. Dezember 1998: Norman Cook
- 13. Dezember 1998: Ricky Morrison & Fram Sidoli
- 20. Dezember 1998: Carl Cox
- 27. Dezember 1998: Steve Lawler
- 31. Dezember 1998: Daft Punk

## 1999 (78)
- 1. Januar 1999: Judge Jules
- 1. Januar 1999: Pete Tong
- 1. Januar 1999: Dope Smugglaz
- 1. Januar 1999: Sasha
- 3. Januar 1999: Scott Bond
- 10. Januar 1999: Pete Heller & Terry Farley
- 17. Januar 1999: Paul Oakenfold
- 24. Januar 1999: Carl Cox
- 31. Januar 1999: Cassius
- 7. Februar 1999: Ed Rush & Optical
- 14. Februar 1999: Darren Emerson
- 14. Februar 1999: Sasha
- 21. Februar 1999: Paul Oakenfold
- 28. Februar 1999: Jim Masters
- 28. Februar 1999: Carl Cox
- 7. März 1999: Mark Lewis
- 14. März 1999: Ralph Falcon & Oscar G
- 21. März 1999: Dave Angel
- 4. April 1999: Paul van Dyk
- 11. April 1999: Carl Cox
- 18. April 1999: Todd Terry
- 25. April 1999: Paul Oakenfold
- 2. Mai 1999: Basement Jaxx
- 9. Mai 1999: Tall Paul
- 16. Mai 1999: John Digweed
- 23. Mai 1999: Freddy Fresh
- 30. Mai 1999: Sasha
- 30. Mai 1999: Pete Tong
- 30. Mai 1999: Paul Oakenfold
- 6. Juni 1999: Carl Cox
- 13. Juni 1999: Erick Morillo
- 20. Juni 1999: Pete Tong
- 20. Juni 1999: Paul Oakenfold
- 20. Juni 1999: Judge Jules
- 27. Juni 1999: Carl Cox
- 4. Juli 1999: The Sharp Boys
- 11. Juli 1999: Darren Emerson
- 18. Juli 1999: Carl Cox
- 18. Juli 1999: Sven Väth
- 25. Juli 1999: Paul Oakenfold, Live at Home, Space, Ibiza
- 1. August 1999: Seb Fontaine
- 8. August 1999: Danny Rampling
- 8. August 1999: Pete Tong
- 8. August 1999: Judge Jules
- 15. August 1999: Carl Cox
- 22. August 1999: Carl Cox
- 29. August 1999: Pete Tong
- 29. August 1999: Seb Fontaine
- 29. August 1999: Paul Oakenfold
- 5. September 1999: Frankie Knuckles
- 12. September 1999: Carl Cox
- 19. September 1999: Layo & Bushwacka
- 26. September 1999: Paul Oakenfold
- 3. Oktober 1999: Nick Warren
- 10. Oktober 1999: Carl Cox
- 17. Oktober 1999: Basement Jaxx
- 24. Oktober 1999: Pete Tong
- 24. Oktober 1999: Seb Fontaine
- 31. Oktober 1999: Paul Oakenfold
- 7. November 1999: Judge Jules
- 14. November 1999: Carl Cox
- 21. November 1999: Norman Jay
- 28. November 1999: Paul Oakenfold
- 5. Dezember 1999: Judge Jules
- 12. Dezember 1999: DJ Dan
- 19. Dezember 1999: Jim Masters
- 26. Dezember 1999: DJ Harvey
- 31. Dezember 1999: Sasha
- 31. Dezember 1999: Danny Rampling
- 31. Dezember 1999: Colin Hamilton
- 31. Dezember 1999: Dave Pearce
- 31. Dezember 1999: Pete Tong
- 31. Dezember 1999: Fatboy Slim
- 31. Dezember 1999: Judge Jules
- 31. Dezember 1999: Junior Vasquez
- 31. Dezember 1999: Paul Oakenfold

## 2000 (82)
- 2. Januar 2000: Mr C
- 9. Januar 2000: Scott Bond
- 16. Januar 2000: Dave Clarke
- 23. Januar 2000: Guy Ornadel
- 30. Januar 2000: Laurent Garnier
- 6. Februar 2000: William Orbit
- 13. Februar 2000: Paul Oakenfold
- 20. Februar 2000: Carl Cox
- 27. Februar 2000: Sasha
- 5. März 2000: Pete Tong
- 5. März 2000: Carl Cox
- 12. März 2000: MJ Cole
- 19. März 2000: Trevor Rockliffe
- 26. März 2000: DJ Sneak
- 2. April 2000: Jazzy M
- 2. April 2000: Nicky Holloway
- 9. April 2000: Parks & Wilson
- 16. April 2000: Leftfield
- 23. April 2000: Paul Van Dyk
- 30. April 2000: Roger Sanchez
- 7. Mai 2000: Judge Jules
- 14. Mai 2000: Stewart Rowell
- 21. Mai 2000: Paul Oakenfold
- 28. Mai 2000: Sasha & John Digweed
- 28. Mai 2000: Pete Tong
- 28. Mai 2000: Paul Van Dyk
- 4. Juni 2000: Rocky
- 11. Juni 2000: Cut and Paste
- 18. Juni 2000: Sasha
- 18. Juni 2000: Seb Fontaine
- 25. Juni 2000: Bentley Rhythm Ace
- 25. Juni 2000: Fatboy Slim
- 25. Juni 2000: Justin Robertson
- 25. Juni 2000: Artful Dodger
- 2. Juli 2000: The Sharp Boys
- 2. Juli 2000: Alan Thompson
- 9. Juli 2000: Pete Tong
- 9. Juli 2000: Timo Maas
- 9. Juli 2000: David Morales
- 16. Juli 2000: Steve Lawler
- 23. Juli 2000: Dreem Teem
- 30. Juli 2000: Luke Neville
- 6. August 2000: Danny Rampling
- 6. August 2000: Pete Tong
- 6. August 2000: Laurent Garnier
- 6. August 2000: Norman Cook
- 6. August 2000: Seb Fontaine
- 13. August 2000: Pete Tong
- 13. August 2000: Carl Cox
- 20. August 2000: Norman Jay
- 27. August 2000: Pete Tong
- 27. August 2000: Seb Fontaine
- 27. August 2000: Paul Oakenfold
- 3. September 2000: Danny Rampling
- 10. September 2000: Josh Wink
- 17. September 2000: Frankie Knuckles
- 24. September 2000: David Holmes
- 1. Oktober 2000: Lisa Lashes
- 8. Oktober 2000: Chris Fortier
- 8. Oktober 2000: Pete Tong
- 15. Oktober 2000: Rhythm Masters
- 22. Oktober 2000: Pete Tong
- 22. Oktober 2000: Timo Maas
- 29. Oktober 2000: Dave Clarke (Original broadcast: 16. Januar 2000)
- 5. November 2000: Christian Smith
- 12. November 2000: Craig Richards & Lee Burridge
- 19. November 2000: Slam
- 26. November 2000: John 'OO' Fleming
- 3. Dezember 2000: Mauro Picotto
- 10. Dezember 2000: Pete Tong
- 10. Dezember 2000: Alex Anderson
- 17. Dezember 2000: Paul van Dyk
- 24. Dezember 2000: Erick Morillo & Harry „Choo Choo“ Romero
- 31. Dezember 2000: Judge Jules
- 31. Dezember 2000: Seb Fontaine
- 31. Dezember 2000: Trevor Nelson
- 31. Dezember 2000: Dave Pearce & David Morales
- 31. Dezember 2000: Dreem Teem
- 31. Dezember 2000: Paul Oakenfold
- 31. Dezember 2000: Jon Carter
- 31. Dezember 2000: Timo Maas
- 31. Dezember 2000: Seb Fontaine

## 2001 (72)
- 7. Januar 2001: Sasha, Live NYE at Bondi Beach, Sydney, Australia
- 7. Januar 2001: Pete Tong, Live NYE at Bondi Beach, Sydney, Australia
- 14. Januar 2001: Fergie
- 21. Januar 2001: Paul Jackson
- 28. Januar 2001: Rocky, Diesel & Ashley Beedle
- 4. Februar 2001: Jan Driver
- 11. Februar 2001: Doc Martin
- 18. Februar 2001: Scott Bond
- 25. Februar 2001: Steve Lawler
- 4. März 2001: Lucien Foort
- 11. März 2001: Billy Nasty
- 18. März 2001: Pete Tong, Live at Kell's, Port Rush
- 18. März 2001: Dave Seaman, Live at Kell's, Port Rush
- 25. März 2001: Anne Savage
- 1. April 2001: Carl Cox
- 8. April 2001: Derrick Carter, Live at Red Number 5, Chicago
- 8. April 2001: Pete Tong
- 15. April 2001: Josh Wink & Dave Clarke
- 22. April 2001: Richie Hawtin
- 29. April 2001: Agnelli & Nelson
- 6. Mai 2001: Fergie, Live from Leeds
- 13. Mai 2001: Tom Middleton
- 20. Mai 2001: Timo Maas, Live at Planet Love, Belfast, Northern Ireland
- 27. Mai 2001: Pete Tong
- 27. Mai 2001: Layo & Bushwacka
- 27. Mai 2001: John Digweed
- 3. Juni 2001: Slam
- 10. Juni 2001: Sander Kleinenberg
- 17. Juni 2001: Paul van Dyk, Live at Gatecrasher Summer Sound System in Oxfordshire
- 17. Juni 2001: Judge Jules, Live at Gatecrasher Summer Sound System in Oxfordshire
- 24. Juni 2001: DJ Pipi
- 1. Juli 2001: Frankie Knuckles
- 8. Juli 2001: Carl Cox
- 15. Juli 2001: King Unique
- 21. Juli 2001: Darren Emerson, Live at The Love Weekender, Telewest Arena, Newcastle
- 21. Juli 2001: Sasha, Live at The Love Weekender, Telewest Arena, Newcastle
- 21. Juli 2001: Seb Fontaine, Live at The Love Weekender, Telewest Arena, Newcastle
- 21. Juli 2001: Yousef, Live at The Love Weekender, Telewest Arena, Newcastle
- 21. Juli 2001: Layo, Live at The Love Weekender, Telewest Arena, Newcastle
- 22. Juli 2001: John Digweed, Live from The Love Weekender, Telewest Arena, Newcastle
- 22. Juli 2001: Danny Rampling, Live from The Love Weekender, Foundation
- 22. Juli 2001: Pete Tong, Live at The Love Weekender, Telewest Arena, Newcastle
- 29. Juli 2001: Fergie
- 5. August 2001: Seb Fontaine, Live at Privilege, Ibiza
- 5. August 2001: Pete Tong, Live at Privilege, Ibiza
- 5. August 2001: Darren Emerson, Live at Privilege, Ibiza
- 12. August 2001: Pete Tong
- 19. August 2001: Oliver Lieb
- 26. August 2001: Seb Fontaine, Live at Creamfields
- 26. August 2001: Futureshock, Live at Creamfields
- 26. August 2001: Carl Cox, Live at Creamfields
- 2. September 2001: Silicone Soul
- 2. September 2001: Craig Morrison
- 9. September 2001: Tiësto
- 16. September 2001: Victor Calderone
- 23. September 2001: Basement Jaxx
- 30. September 2001: Nick Warren
- 7. Oktober 2001: Benji Candelario, Live at London Calling, Turnmills
- 7. Oktober 2001: Danny Rampling, Live at London Calling, Turnmills
- 14. Oktober 2001: Best Essential Mix 2001: Sander Kleinenberg
- 21. Oktober 2001: Tom Stephan
- 28. Oktober 2001: Fergie, Live at ONE, Birmingham
- 28. Oktober 2001: Paul Oakenfold, Live at ONE, Birmingham
- 4. November 2001: Ricky Montanari
- 11. November 2001: John '00' Flemming
- 18. November 2001: James Holroyd
- 25. November 2001: Jason Bye
- 2. Dezember 2001: Richard Dorfmeister
- 9. Dezember 2001: Stanton Warriors
- 16. Dezember 2001: Jo Mills
- 23. Dezember 2001: Cass & Slide
- 30. Dezember 2001: Judge Jules Retrospective

## 2002 (64)
- 6. Januar 2002: Unkle Sounds
- 13. Januar 2002: H Foundation
- 20. Januar 2002: James Holden
- 27. Januar 2002: Misstress Barbara
- 3. Februar 2002: Jori Hulkkonen
- 10. Februar 2002: Yousef
- 17. Februar 2002: Matt Hardwick
- 24. Februar 2002: Parks & Wilson
- 3. März 2002: Gordon Kaye
- 7. März 2002: World DJ Day @ Fabric
- 10. März 2002: Andrew Weatherall @ Cargo
- 10. März 2002: Tom Middleton @ Cargo
- 17. März 2002: James Zabiela
- 24. März 2002: Donald Glaude
- 7. April 2002: Sasha & Digweed @ Miami WMC
- 14. April 2002: FC Kahuna
- 21. April 2002: Circulation
- 28. April 2002: Roger Sanchez
- 5. Mai 2002: Pete Tong @ Coachella Valley Music and Arts Festival, California
- 5. Mai 2002: BT @ Coachella Festival, California
- 12. Mai 2002: Chris Cowie
- 19. Mai 2002: Derrick Carter
- 26. Mai 2002: Greg Vickers
- 2. Juni 2002: Pete Tong @ Homelands
- 2. Juni 2002: Laurent Garnier @ Homelands
- 2. Juni 2002: Tiësto @ Homelands
- 9. Juni 2002: Michel De Hey
- 16. Juni 2002: Seamus Haji
- 23. Juni 2002: Mr. C
- 30. Juni 2002: Layo and Bushwacka @ Glastonbury
- 7. Juli 2002: Fergie, Live @ Mardi Gras
- 14. Juli 2002: Paul van Dyk @ Love Parade 2002
- 21. Juli 2002: MYNC Project
- 28. Juli 2002: Danny Howells
- 4. August 2002: Seb Fontaine @ Manumission, Privilege, Ibiza
- 4. August 2002: Sasha @ Manumission, Privilege, Ibiza
- 4. August 2002: Pete Tong @ Manumission, Privilege, Ibiza
- 11. August 2002: Pete Tong @ Space, Ibiza
- 18. August 2002: Timo Maas
- 25. August 2002: Paul Oakenfold @ Homelands
- 25. August 2002: Underworld @ Homelands
- 25. August 2002: Hernan Cattaneo @ Homelands
- 1. September 2002: X-Press 2
- 8. September 2002: Tim Deluxe
- 15. September 2002: Rui Da Silva
- 22. September 2002: Dirty Vegas
- 29. September 2002: Pete Tong
- 29. September 2002: Eric Morillo
- 6. Oktober 2002: John Digweed
- 13. Oktober 2002: Groove Armada
- 20. Oktober 2002: Marco V
- 27. Oktober 2002: Dave Congreve @ The Bomb, Nottingham
- 27. Oktober 2002: Pete Tong @ The Bomb, Nottingham
- 3. November 2002: Bob Sinclar
- 10. November 2002: Richie Hawtin @ The afterparty
- 10. November 2002: Sven Väth: At The Club
- 17. November 2002: John Kelly & Daniel Kelly
- 24. November 2002: Death in Vegas
- 1. Dezember 2002: Sander Kleinenberg and Seb Fontaine @ Colours, Liquid Rooms, Edinburgh
- 8. Dezember 2002: Francesco Farfa
- 15. Dezember 2002: Adam Beyer
- 22. Dezember 2002: Carl Cox
- 29. Dezember 2002: Sasha & Digweed
- 31. Dezember 2002: Judge Jules Live @ Belfast New

## 2003 (68)
- 5. Januar 2003: Audio Bullys
- 12. Januar 2003: Ashley Casselle
- 19. Januar 2003: Paul Jackson
- 26. Januar 2003: Yousef @ Back to Basics, Leeds
- 26. Januar 2003: Lottie @ Back to Basics, Leeds
- 2. Februar 2003: DJ Onionz @ Centro Fly, New York
- 2. Februar 2003: Pete Tong @ Centro Fly, New York
- 9. Februar 2003: Armin van Buuren
- 16. Februar 2003: Guy Williams
- 23. Februar 2003: Mo Shic
- 2. März 2003: Pete Tong, Tribal Sessions
- 2. März 2003: Danny Krivit, Tribal Sessions
- 9. März 2003: Gabriel & Dresden
- 16. März 2003: Groove Armada
- 23. März 2003: Sandra Collins, Miami
- 23. März 2003: Pete Tong, Miami
- 30. März 2003: DJ Shadow
- 6. April 2003: High Contrast
- 13. April 2003: Nils Noa
- 20. April 2003: DJ Heather
- 27. April 2003: Scumfrog
- 4. Mai 2003: Eddie Halliwell
- 11. Mai 2003: Adam Freeland
- 18. Mai 2003: Phil Kieran
- 25. Mai 2003: DJ Marky, Live from Homelands
- 25. Mai 2003: Jeff Mills, Live from Homelands
- 1. Juni 2003: Nic Fanciulli
- 8. Juni 2003: Sander Kleinenberg
- 15. Juni 2003: Plump DJs
- 22. Juni 2003: DJ Yoda & Greenpeace's Beach Tape
- 29. Juni 2003: Mr C, Erol Alkan, Layo & Bushwacka
- 6. Juli 2003: Murk
- 13. Juli 2003: Sven Väth
- 20. Juli 2003: Planet Funk
- 27. Juli 2003: Tom Stephan, Live from Crash, London
- 27. Juli 2003: Antoine 909, Live from Crash, London
- 3. August 2003: Agoria
- 10. August 2003: Paul Oakenfold, Live from Amnesia, Ibiza
- 10. August 2003: Tiësto, Live from Amnesia, Ibiza
- 10. August 2003: Judge Jules, Live from Eden, Ibiza
- 10. August 2003: Fergie, Live from Eden, Ibiza
- 10. August 2003: Eddie Halliwell, Live from Eden, Ibiza
- 17. August 2003: Carl Cox, Live from Space, Ibiza
- 24. August 2003: Sasha, Live at Creamfields
- 24. August 2003: Pete Tong, Live at Creamfields
- 31. August 2003: Radio Slave
- 7. September 2003: Wall of Sound, 10th Birthday
- 14. September 2003: Pete Gooding
- 21. September 2003: Smokin Jo
- 28. September 2003: Alan Simms, Live from Shine
- 28. September 2003: Pete Tong, Live from Shine
- 5. Oktober 2003: Steve Lawler
- 12. Oktober 2003: Seb Fontaine, Live from Type, London
- 12. Oktober 2003: Futureshock, Live from Type, London
- 19. Oktober 2003: Wally Lopez
- 26. Oktober 2003: The Rapture
- 2. November 2003: Fatboy Slim, Live In Brighton
- 2. November 2003: Tula One, Live In Brighton
- 9. November 2003: Phil Hartnoll, Live from Tribal Gathering
- 9. November 2003: Greg Vickers and Krysko, Live from Tribal Gathering
- 16. November 2003: Lee Coombs
- 23. November 2003: Ralph Lawson
- 30. November 2003: DJ Gregory
- 7. Dezember 2003: Valentino Kanzyani
- 14. Dezember 2003: Yousef, Live at Circus, Liverpool
- 14. Dezember 2003: DJ Heather, Live at Circus, Liverpool
- 21. Dezember 2003: Paul van Dyk
- 28. Dezember 2003: Erick Morillo

## 2004 (69)
- 4. Januar 2004: Infusion
- 11. Januar 2004: Switch
- 18. Januar 2004: Aldrin
- 25. Januar 2004: Adam Sheridan
- 1. Februar 2004: DJ Touche
- 8. Februar 2004: Ferry Corsten
- 15. Februar 2004: Pete Tong, Live at Syndicate, Blackpool
- 22. Februar 2004: James Zabiela
- 29. Februar 2004: Harry Romero
- 7. März 2004: Pete Tong, Live from Ultrafest, Miami
- 7. März 2004: Sander Kleinenberg, Live from Ultrafest, Miami
- 14. März 2004: Rob Tissera
- 21. März 2004: DJ Marky and XRS
- 28. März 2004: Christopher Lawrence
- 4. April 2004: Armand van Helden
- 11. April 2004: Dave Clarke
- 18. April 2004: Paul Woolford
- 25. April 2004: Armin van Buuren
- 25. April 2004: Tall Paul
- 2. Mai 2004: Rob Da Bank and The Cuban Brothers
- 9. Mai 2004: Sasha and Digweed, at Renaissance
- 16. Mai 2004: Danny Rampling
- 23. Mai 2004: Junior Jack and Kid Creme
- 30. Mai 2004: Plump DJs, Live at Homelands
- 30. Mai 2004: Danny Howells, Live at Homelands
- 6. Juni 2004: Above & Beyond
- 13. Juni 2004: Gilles Peterson, Live from Lisbon
- 13. Juni 2004: Pepe Bradock, Live from Lisbon
- 13. Juni 2004: Rui Vargas, Live from Lisbon
- 20. Juni 2004: Craig Richards
- 27. Juni 2004: Sander Kleinenberg, Live from Glustonburg Festival
- 27. Juni 2004: Seb Fontaine, Live from Glustonburg Festival
- 27. Juni 2004: Timo Maas, Live from Glustonburg Festival
- 4. Juli 2004: BK, Live at Big Gay Out
- 4. Juli 2004: Pete Wardman, Live at Big Gay Out
- 11. Juli 2004: Behrouz
- 18. Juli 2004: Judge Jules, Live from The Tidy Weekender
- 18. Juli 2004: Lee Haslam, Live from The Tidy Weekender
- 18. Juli 2004: Tidy Boys, Live from The Tidy Weekender
- 25. Juli 2004: Stanton Warriors
- 1. August 2004: Paolo Mojo
- 8. August 2004: Seb Fontaine, Live from Cream, Amnesia
- 8. August 2004: Paul Oakenfold, Live from Cream, Amnesia
- 8. August 2004: Eddie Halliwell, Live from Cream, Amnesia
- 8. August 2004: Nic Fanciulli, Live from Cream, Amnesia
- 15. August 2004: Sandra Collins
- 22. August 2004: Scratch Perverts
- 29. August 2004: Deep Dish, Live at Creamfields
- 5. September 2004: Slam
- 12. September 2004: Dave Seaman
- 19. September 2004: Mylo, Live at One Big Weekend, Birmingham
- 19. September 2004: X-Press 2, Live at One Big Weekend, Birmingham
- 19. September 2004: Darren Emerson, Live at One Big Weekend, Birmingham
- 19. September 2004: Tiësto, Live at One Big Weekend, Birmingham
- 19. September 2004: Groove Armada, Live at One Big Weekend, Birmingham
- 26. September 2004: Mark Knight & Martijn Ten Velden
- 3. Oktober 2004: Desyn Masiello
- 10. Oktober 2004: Marco V
- 17. Oktober 2004: Mutiny
- 24. Oktober 2004: Bugz In The Attic
- 31. Oktober 2004: King Unique
- 7. November 2004: Matthew Dekay
- 14. November 2004: Meat Katie
- 21. November 2004: Timo Maas
- 28. November 2004: Blackstrobe
- 5. Dezember 2004: Lisa Lashes
- 12. Dezember 2004: Roni Size
- 19. Dezember 2004: Kings of Tomorrow
- 26. Dezember 2004: Above & Beyond, Mix Of The Year

## 2005 (75)
- 2. Januar 2005: Radio Soulwax
- 9. Januar 2005: High Contrast (replay of his 6. April 2003 Essential Mix)
- 16. Januar 2005: Jon O’Bir
- 23. Januar 2005: David Guetta
- 30. Januar 2005: Pete Heller
- 6. Februar 2005: Nic Fanciulli, Live from Club Class
- 6. Februar 2005: Pete Tong, Live from Club Class
- 13. Februar 2005: Eddie Halliwell
- 20. Februar 2005: Ben Watt
- 27. Februar 2005: Krafty Kuts
- 6. März 2005: Silicone Soul
- 13. März 2005: Eric Prydz
- 20. März 2005: Evil Nine
- 27. März 2005: Desyn Masiello, Live from Winter Music Conference, Miami
- 27. März 2005: Murk, Live from Miami WMC
- 27. März 2005: Gabriel & Dresden, Live from Miami WMC
- 3. April 2005: Yoji Biomehanika
- 10. April 2005: Mylo
- 17. April 2005: Hernan Cattaneo, Live from Skolbeats, Brazil
- 17. April 2005: Pete Tong, Live from Skolbeats, Brazil
- 17. April 2005: Patife, Live from Skolbeats, Brazil
- 17. April 2005: Layo and Bushwacka, Live from Skolbeats, Brazil
- 24. April 2005: Tiësto, Live from Disneyland Paris
- 1. Mai 2005: Andy C
- 8. Mai 2005: Dave Pearce, Live at Radio 1's Big Weekend, Sunderland
- 8. Mai 2005: Fergie, Live at Radio 1's Big Weekend, Sunderland
- 8. Mai 2005: Mauro Picotto, Live at Radio 1's Big Weekend, Sunderland
- 15. Mai 2005: Tom Middleton
- 22. Mai 2005: Sasha, Live at Maida Vale
- 29. Mai 2005: Bob Sinclar
- 5. Juni 2005: Tom Neville
- 12. Juni 2005: Anne Savage
- 19. Juni 2005: Deep Dish
- 26. Juni 2005: James Lavelle, Live from Glastonbury
- 26. Juni 2005: Darren Emerson, Live from Glastonbury
- 9. Juli 2005: Masters At Work
- 10. Juli 2005: Richie Hawtin and Ricardo Villalobos, Live from T in the Park
- 10. Juli 2005: DJ Sneak, Live from T in the Park
- 17. Juli 2005: Steve Lawler
- 24. Juli 2005: Martin Solveig
- 31. Juli 2005: Pete Tong, Live from Global Gathering
- 31. Juli 2005: Roger Sanchez, Live from Global Gathering
- 31. Juli 2005: Paul van Dyk, Live from Global Gathering
- 31. Juli 2005: Fergie, Live from Global Gathering
- 31. Juli 2005: John Digweed, Live from Global Gathering
- 7. August 2005: Tiësto, Live at Amnesia, Ibiza
- 14. August 2005: Erick Morillo Live from Space, Ibiza
- 14. August 2005: Pete Tong Live from Space, Ibiza
- 14. August 2005: Above & Beyond live from Space, Ibiza
- 14. August 2005: Judge Jules live from Space, Ibiza
- 14. August 2005: Laurent Garnier live from Space, Ibiza
- 14. August 2005: Deep Dish live from Space, Ibiza
- 14. August 2005: Fergie live from Space, Ibiza
- 21. August 2005: Tanya Vulcano, Live from DC10, Ibiza
- 21. August 2005: Loco Dice, Live from DC10, Ibiza
- 28. August 2005: Wally Lopes, Live from Pach, Ibiza
- 4. September 2005: Murk
- 11. September 2005: Audio Bullys
- 18. September 2005: Pendulum
- 25. September 2005: Steve Angello & Sebastian Ingrosso
- 2. Oktober 2005: Paul Woolford
- 9. Oktober 2005: Tidy Boys, Live from the Tidy Weekender
- 9. Oktober 2005: Amber D, Live from the Tidy Weekender
- 16. Oktober 2005: Chris Liebing
- 23. Oktober 2005: Matt Hardwick
- 30. Oktober 2005: Joey Negro
- 6. November 2005: M.A.N.D.Y.
- 13. November 2005: Tom Novy
- 20. November 2005: C2C, DMC World Team Mix Champions
- 20. November 2005: ie. MERGE, DMC World Individual Mix Champion
- 27. November 2005: Rennie Pilgrim
- 4. Dezember 2005: Erol Alkan
- 11. Dezember 2005: Shy FX
- 18. Dezember 2005: DJ Hell
- 25. Dezember 2005: Danny Rampling

## 2006 (74)
- 1. Januar 2006: Sasha at Maida Vale, Essential Mix of The Year 2005
- 8. Januar 2006: François Kevorkian
- 15. Januar 2006: Caged Baby
- 22. Januar 2006: Yousef
- 29. Januar 2006: Coldcut
- 5. Februar 2006: Layo and Bushwacka!
- 12. Februar 2006: Grime & Dubstep Special
- 19. Februar 2006: Armin Van Buuren, Live at Trance Energy
- 19. Februar 2006: Judge Jules, Live at Trance Energy
- 26. Februar 2006: Pete Tong, Live from Ministry of Sound
- 5. März 2006: Alex Smoke
- 12. März 2006: Col Hamilton and Pete Tong, Live from Lush's 10th Birthday
- 19. März 2006: James Holden & Nathan Fake, Border Community
- 26. März 2006: Desyn Masiello, Demi & Omid 16b (Daylight Savings Special 3-Hour Mix)
- 2. April 2006: Josh Wink & Mark Farina, Live From WMC
- 9. April 2006: Tiga
- 16. April 2006: Friction
- 23. April 2006: Nic Fanciulli
- 30. April 2006: Paul Oakenfold
- 7. Mai 2006: Gabriel & Dresden
- 13. Mai 2006: BBC Radio One Live from Dundee
- 21. Mai 2006: MYNC Project
- 28. Mai 2006: Tiefschwarz
- 4. Juni 2006: Paul van Dyk Live from Coloursfest
- 11. Juni 2006: Damian Lazarus
- 18. Juni 2006: Shapeshifters
- 25. Juni 2006: Sander van Doorn
- 2. Juli 2006: Booka Shade
- 9. Juli 2006: Jeff Mills and Slam Live from T in the Park
- 16. Juli 2006: Max Graham
- 23. Juli 2006: Âme
- 30. Juli 2006: Fatboy Slim, Live from Global Gathering 2006
- 30. Juli 2006: Deep Dish, Live from Global Gathering 2006
- 30. Juli 2006: Tiësto, Live from Global Gathering 2006
- 30. Juli 2006: Ferry Corsten, Live from Global Gathering 2006
- 6. August 2006: Erick Morillo, Best Of Radio 1's Decade in Ibiza Party
- 6. August 2006: Above & Beyond, Best Of Radio 1's Decade in Ibiza Party
- 6. August 2006: Laurent Garnier, Best Of Radio 1's Decade in Ibiza Party
- 7. August 2006: Sander van Doorn, Live from Eden, Ibiza
- 7. August 2006: Judge Jules, Live from Eden, Ibiza
- 8. August 2006: André Galluzzi, Live from Amnesia, Ibiza
- 8. August 2006: Sven Väth, Live from Amnesia, Ibiza
- 9. August 2006: John Digweed, Live from Space, Ibiza
- 9. August 2006: Carl Cox, Live from Space, Ibiza
- 10. August 2006: DJ Oliver, Live from Space, Ibiza
- 11. August 2006: Fergie, Live from Meganite, Ibiza
- 12. August 2006: Pete Tong, Live from Pacha, Ibiza
- 13. August 2006: Steve Lawler, Live from Pacha, Ibiza (Radio 1 in Ibiza Week Special 6-Hour Mix)
- 13. August 2006: Fergie, Live from Cafe Mambo, Ibiza
- 13. August 2006: Paul Oakenfold, Live from Amnesia, Ibiza
- 13. August 2006: Steve Angello, Live from Amnesia, Ibiza
- 13. August 2006: Mauro Picotto, Live from Meganite, Ibiza
- 13. August 2006: Lisa Lashes, Live from Eden, Ibiza
- 20. August 2006: Axwell
- 27. August 2006: Seb Fontaine and Steve Lawler Live from SW4, Clapham Common, London
- 3. September 2006: Kerri Chandler
- 10. September 2006: Paul van Dyk and Christopher Lawrence
- 17. September 2006: Tom Stephan
- 24. September 2006: Fergie Live from Lush
- 1. Oktober 2006: Bob Sinclar
- 8. Oktober 2006: Marcel Woods & Tidy Boys Live From The Tidy Weekender
- 15. Oktober 2006: Trentemøller
- 22. Oktober 2006: Pete Tong & Scott Bradford Live From Digital Newcastle
- 29. Oktober 2006: Andy Cato
- 5. November 2006: Dan Ghenacia
- 12. November 2006: Optimo
- 19. November 2006: Mark Knight
- 26. November 2006: DJ Yoda
- 3. Dezember 2006: Paul Harris
- 10. Dezember 2006: Adam Beyer
- 17. Dezember 2006: Sharam Tayebi
- 24. Dezember 2006: Armin van Buuren
- 31. Dezember 2006: Trentemøller, Essential Mix of the Year 2006

## 2007 (58)
- 7. Januar 2007: Mark Ronson
- 14. Januar 2007: DJ Pierre
- 21. Januar 2007: Gabriel Ananda
- 28. Januar 2007: Seamus Haji
- 4. Februar 2007: Radio Slave
- 11. Februar 2007: John Askew
- 18. Februar 2007: Danny Howells
- 25. Februar 2007: Tayo
- 4. März 2007: Eric Prydz
- 11. März 2007: DJ Spen
- 18. März 2007: Groove Armada
- 25. März 2007: WMC Part 1: Frankie Knuckles & DJ Dan
- 1. April 2007: WMC Part 2: Nic Fanciulli, James Zabiela & Richie Hawtin
- 8. April 2007: Goldie
- 15. April 2007: Phil Kieran
- 22. April 2007: Fergie
- 29. April 2007: Steve Porter
- 6. Mai 2007: Lindstrom + Prins Thomas
- 13. Mai 2007: D Ramirez
- 20. Mai 2007: Radio 1 Big Weekend After Show Parties
- 27. Mai 2007: Carl Cox
- 3. Juni 2007: Marco V and Simon Foy
- 10. Juni 2007: Justice
- 17. Juni 2007: Skream
- 24. Juni 2007: Rene Amesz
- 1. Juli 2007: Mauro Picotto
- 8. Juli 2007: Unabombers + Layo & Bushwacka
- 15. Juli 2007: Digitalism
- 22. Juli 2007: Soul of Man
- 29. Juli 2007: Global Gathering Special
- 5. August 2007: Chris Lake
- 12. August 2007: Ibiza special
- 19. August 2007: Alex Wolfenden
- 26. August 2007: Tony Wilson Tribute: Hacienda/Factory mix
- 2. September 2007: Dubfire (Al Shirazinia from Deep Dish)
- 9. September 2007: Planet Love special - Above & Beyond + Markus Schulz
- 16. September 2007: Diplo
- 23. September 2007: Fedde Le Grand
- 30. September 2007: Warehouse Project special
- 7. Oktober 2007: High Contrast
- 13. Oktober 2007: John Digweed from The Warehouse Project
- 20. Oktober 2007: Seb Fontaine
- 27. Oktober 2007: Armin van Buuren + Pete Tong
- 3. November 2007: Bodyrox
- 11. November 2007: Claude VonStroke
- 17. November 2007: Harri & Domenic's Sub Club mix
- 24. November 2007: Umek
- 1. Dezember 2007: Mr. Scruff and DJ Marky with Dynamite MC
- 8. Dezember 2007: Nic Fanciulli + James Zabiela
- 15. Dezember 2007: Streetlife DJs
- 22. Dezember 2007: David Guetta, Axwell, and Pete Tong from the Warehouse Project
- 24. Dezember 2007: Daft Punk
- 25. Dezember 2007: David Holmes
- 26. Dezember 2007: Paul Oakenfold's Goa Mix
- 27. Dezember 2007: Tiësto
- 28. Dezember 2007: Radio Soulwax Mix
- 29. Dezember 2007: Hot Chip
- 31. Dezember 2007: Review of 2007 & High Contrast

## 2008
- 1. Januar 2008: Alex Wolfenden
- 5. Januar 2008: The Count & Sinden
- 12. Januar 2008: Gareth Emery
- 19. Januar 2008: TC
- 26. Januar 2008: Luciano
- 2. Februar 2008: Benga
- 9. Februar 2008: Mark Brown
- 16. Februar 2008: Hernan Cattaneo
- 23. Februar 2008: Laidback Luke
- 1. März 2008: Adam Freeland
- 8. März 2008: Copyright
- 15. März 2008: Matthew Dear
- 22. März 2008: Shlomi Aber
- 29. März 2008: Deep Dish & Cedric Gervais
- 5. April 2008: Carl Cox & Moby
- 12. April 2008: Martin Doorly & Pete Tong
- 19. April 2008: Judge Jules & Barry Connell
- 26. April 2008: Kissy Sell Out Jaymo & Andy George
- 3. Mai 2008: Annie Mac & Tom Maddicott
- 10. Mai 2008: Sébastien Léger
- 17. Mai 2008: Alex Kidd
- 24. Mai 2008: MSTRKRFT
- 31. Mai 2008: Dirty South
- 7. Juni 2008: Dj Q
- 14. Juni 2008: Groove Armada & Richard Durand & Paul van Dyk
- 21. Juni 2008: Crookers
- 28. Juni 2008: Roger Sanchez
- 5. Juli 2008: James Zabiela & Booka Shade
- 19. Juli 2008: Deadmau5
- 26. Juli 2008: Kris Menace und Fred Falke
- 2. August 2008: Steve Aoki
- 9. August 2008: Chase & Status
- 16. August 2008: Paulo Mojo
- 23. August 2008: Creamfields 1998
- 30. August 2008: Peace Division
- 6. September 2008: Mason
- 13. September 2008: Sander van Doorn und Mauro Picotto live von PlanetLove 5. September 2008
- 12. Dezember 2008: Rusko

## 2009
- 3. Januar 2009: Jesse Rose
- 10. Januar 2009: Funkagenda
- 17. Januar 2009: Greg Wilson
- 24. Januar 2009: Josh Wink
- 31. Januar 2009: A.T.F.C.
- 7. Februar 2009: Mr. Scruff
- 14. Januar 2009: Sean Tyas
- 21. Februar 2009: Hervé
- 28. Februar 2009: Blame
- 7. März 2009: Showtek & Kidd Kaos
- 14. März 2009: Fake Blood
- 21. März 2009: Marc Romboy
- 28. März 2009: Gui Boratto
- 4. April 2009: Tiga
- 11. April 2009: Carl Cox
- 18. April 2009: Joris Voorn
- 25. April 2009: DJ Hell
- 2. Mai 2009: Toddla T
- 9. Mai 2009: Radio 1′s Big Weekend With Annie Mac, Erol Alkan, 2ManyDjs, Pete Tong, Plump DJs
- 16. Mai 2009: Steve Lawler
- 23. Mai 2009: Laurent Garnier
- 30. Mai 2009: Armin van Buuren
- 6. Juni 2009: Style of Eye
- 13. Juni 2009: Paul Rich
- 20. Juni 2009: Sander van Doorn
- 27. Juni 2009: Friendly Fires
- 4. Juli 2009: Erick Morillo
- 11. Juli 2009: Caspa
- 18. Juli 2009: Richie Hawtin
- 1. August 2009: Luciano & Deadmau5
- 8. August 2009: Laidback Luke, Annie Mac & more
- 15. August 2009: Steve Bug
- 22. August 2009: Felix da Housecat
- 29. August 2009: Sharam
- 5. September 2009: Creamfield
- 12. September 2009: Crazy Cousinz
- 19. September 2009: James Talk
- 26. September 2009: Paul van Dyk
- 10. Oktober 2009: Boys Noize
- 17. Oktober 2009: Terry Francis & DJ Hype
- 24. Oktober 2009: Dusty Kid
- 31. Oktober 2009: Sasha, Live at Maida Vale (2005 Rewind)
- 7. November 2009: DJ Mehdi and Busy P
- 14. November 2009: DJ Zinc
- 21. November 2009: Simon Patterson
- 28. November 2009: Hudson Mohawke
- 5. Dezember 2009: Tocadisco
- 12. Dezember 2009: Reboot
- 19. Dezember 2009: The Twelves
- 26. Dezember 2009: Warehouse Project
- 26. Dezember 2009: Sharam Jey
- 28. Dezember 2009: Switch and Diplo
- 29. Dezember 2009: Sub Focus
- 30. Dezember 2009: Toddla T
- 31. Dezember 2009: Greg Wilson

## 2010
- 1. Januar 2010: Eric Prydz & Plump DJs
- 8. Januar 2010: Simian Mobile Disco
- 15. Januar 2010: Christian Smith
- 23. Januar 2010: Four Tet (Essential Mix of the year)
- 30. Januar 2010: Annie Mac (Live at Sugarbeat Edinburgh, UK)
- 5. Februar 2010: Riva Starr
- 12. Februar 2010: John '00' Fleming
- 20. Februar 2010: Jack Beats

## 2012
- 7. Januar 2012: L Vis 1990
- 14. Januar 2012: Azari & III
- 21. Januar 2012: The 2 Bears
- 27. Januar 2012: Chuckie, Judge Jules, Fedde Le Grand, Porter Robinson
- 11. Februar 2012: Arty
- 18. Februar 2012: Maceo Plex
- 25. Februar 2012: Scuba
- 3. März 2012: Butch
- 10. März 2012: Moguai
- 17. März 2012: Martyn
- 24. März 2012: Alesso
- 31. März 2012: Guti
- 7. April 2012: Rustie
- 14. April 2012: Flux Pavilion
- 28. April 2012: Nicky Romero
- 5. Mai 2012: Groove Armada
- 12. Mai 2012: Nina Kraviz
- 19. Mai 2012: Nicolas Jaar
- 26. Mai 2012: Dubfire
- 2. Juni 2012: Hot Chip
- 9. Juni 2012: Jamie xx
- 16. Juni 2012: Simian Mobile Disco, Brodinski vs Gesaffelstein, Jackbeats, Annie Mac
- 23. Juni 2012: Nicole Moudaber
- 30. Juni 2012: Deadmau5, David Guetta
- 7. Juli 2012: Nero, Andy C
- 14. Juli 2012: Jacques Lu Cont
- 21. Juli 2012: Paul Oakenfold

## 2016
- 2. Januar 2016: Maribou State
- 9. Januar 2016: Denney
- 23. Januar 2016: Pirupa
- 30. Januar 2016: Richie Hawtin (Live from Exchange LA)
- 6. Februar 2016: Stephan Bodzin
- 13. Februar 2016: Aly & Fila
- 20. Februar 2016: Midland
- 27. Februar 2016: Rødhad
- 5. März 2016: Bob Moses
- 12. März 2016: Leon Vynehall
- 19. März 2016: Axwell, Riva Starr (Live from Miami)
- 26. März 2016: Baauer
- 2. April 2016: Âme X Dixon
- 9. April 2016: Pig & Dan
- 16. April 2016: Blond:ish
- 23. April 2016: Audion
- 30. April 2016: Tom Trago
- 7. Mai 2016: Moderat
- 14. Mai 2016: Sante and Sidney Charles
- 21. Mai 2016: Fred V & Grafix
- 28. Mai 2016: Steve Lawler
- 4. Juni 2016: Audiojack
- 11. Juni 2016: Cassy
- 18. Juni 2016: Chemical Brothers, Jackmaster B2B Armand van Helden (Live from Parklife)
- 25. Juni 2016: Julio Bashmore, Annie Mac, Four Tet & Kowton (Live from Glastonbury Festival)
- 2. Juli 2016: DJ Shadow (Essential Mix Masters Series #6)
- 9. Juli 2016: Oneman
- 16. Juli 2016: Nora En Pure
- 23. Juli 2016: Andrea Oliva (Live at Ant Ushuaia Ibiza)
- 30. Juli 2016: Solomun (Live from Pacha, Ibiza)
- 5. August 2016: Carl Cox (Live at Revolution, The Final Chapter, Space Ibiza)
- 6. August 2016: Nathan Barato, Jamie Jones (Live at DC10, Ibiza)
- 13. August 2016: Dusky, Derrick Carter, Black Madonna (Live from Space Ibiza)
- 20. August 2016: Sonny Fodera
- 27. August 2016: The Avalanches
- 3. September 2016: Chase & Status, Cirez D (Live from Creamfields Festival)
- 10. September 2016: Mind Against
- 17. September 2016: Fatboy Slim (Live at Bestival)
- 24. September 2016: Darius Syrossian
- 1. Oktober 2016: Seth Troxler (Live from Output)
- 8. Oktober 2016: Bedouin
- 15. Oktober 2016: Tchami
- 21. Oktober 2016: Delta Heavy
- 29. Oktober 2016: Mano Le Tough
- 5. November 2016: Recondite
- 12. November 2016: tINI
- 19. November 2016: Enzo Siragusa
- 26. November 2016: Dusky
- 3. Dezember 2016: DJ Zinc
- 9. Dezember 2016: Ellen Allien
- 17. Dezember 2016: Justice
- 24. Dezember 2016: Midland (Essential Mix of the year 2016)

## 2017
- 7. Januar 2017: DJ Pierre
- 14. Januar 2017: Simian Mobile Disco
- 21. Januar 2017: Disciples
- 28. Januar 2017: Pan-Pot
- 4. Februar 2017: Adriatique
- 11. Februar 2017: My Nu Leng
- 18. Februar 2017: Tube and Berger
- 25. Februar 2017: Helena Hauff
- 4. März 2017: Wilkinson
- 11. März 2017: Gerd Janson
- 18. März 2017: Joe Goddard
- 25. März 2017: Joris Voorn & Better Lost Than Supid (Live from Miami Music Week)
- 8. April 2017: Kahn and Neek
- 15. April 2017: Don Diablo
- 22. April 2017: Mark Knight
- 29. April 2017: Hunee
- 6. Mai 2017: Camo and Krooked
- 20. Mai 2017: Soulwax
- 27. Mai 2017: Floorplan
- 3. Juni 2017: Joseph Capriati
- 10. Juni 2017: Solardo
- 17. Juni 2017: Sir Spyro
- 24. Juni 2017: Lee Foss, John Digweed, Patrick Topping B2B Richie Ahmed, Peggy Gou & Jackmaster (Live from EDC)
- 1. Juli 2017: Calibre
- 8. Juli 2017: Mura Masa
- 15. Juli 2017: Oliver Heldens pres. HI-LO
- 22. Juli 2017: Honey Dijon
- 29. Juli 2017: Nastia
- 5. August 2017: Richie Hawtin, Black Madonna, Solomun (Ibiza Rewind Special)
- 12. August 2017: Above & Beyond (High Contrast and Goldie (Live from Creamfields Ibiza))
- 19. August 2017: Maya Jane Coles
- 26. August 2017: TQD
- 2. September 2017: Franky Rizardo
- 9. September 2017: Fatima Yamaha
- 16. September 2017: Rebekah
- 23. September 2017: Patrice Baumel
- 30. September 2017: Henry Saiz
- 14. Oktober 2017: DJ Tennis
- 21. Oktober 2017: Purple Disco Machine
- 28. Oktober 2017: Henrik Schwarz
- 4. November 2017: Spectrasoul
- 11. November 2017: Nic Fanciulli
- 18. November 2017: DJ Craze
- 25. November 2017: Bontan
- 12. Dezember 2017: Mall Grab
- 19. Dezember 2017: Bicep
- 16. Dezember 2017: Artwork
- 23. Dezember 2017: Horse Meat Disco

## 2018
- 6. Januar 2018: Carl Cox
- 13. Januar 2018: Palms Trax